# 1884
- Wikisource

| Calendário gregoriano                                                        | 1884 MDCCCLXXXIV                    |
| Ab urbe condita                                                              | 2637                                |
| Calendário arménio                                                           | 1333 – 1334                         |
| Calendário bahá'í                                                            | 40 – 41                             |
| Calendário budista                                                           | 2428                                |
| Calendário chinês                                                            | 4580 – 4581 Início a 28 de janeiro  |
| Calendário copta                                                             | 1600 – 1601                         |
| Calendário etíope                                                            | 1876 – 1877                         |
| Calendários hindus - Vikram Samvat - Calendário nacional indiano - Cáli Iuga | 1939 – 1940 1805 – 1806 4984 – 4985 |
| Calendário Holoceno                                                          | 11884                               |
| Calendário islâmico                                                          | 1301 – 1302                         |
| Calendário judaico                                                           | 5644 – 5645                         |
| Calendário persa                                                             | 1262 – 1263 Início a 20 de março    |
| Calendário rúnico                                                            | 2134                                |
| Calendário solar tailandês                                                   | 2427                                |

1884 (MDCCCLXXXIV, na numeração romana) foi um ano bissexto do século XIX do actual Calendário Gregoriano, da Era de Cristo, e as suas letras dominicais foram F e E (52 semanas), teve início a uma terça-feira e terminou a uma quarta-feira.
| Ano completo                          |
| ------------------------------------- |
| Ano bissexto com início à terça-feira |

## Eventos

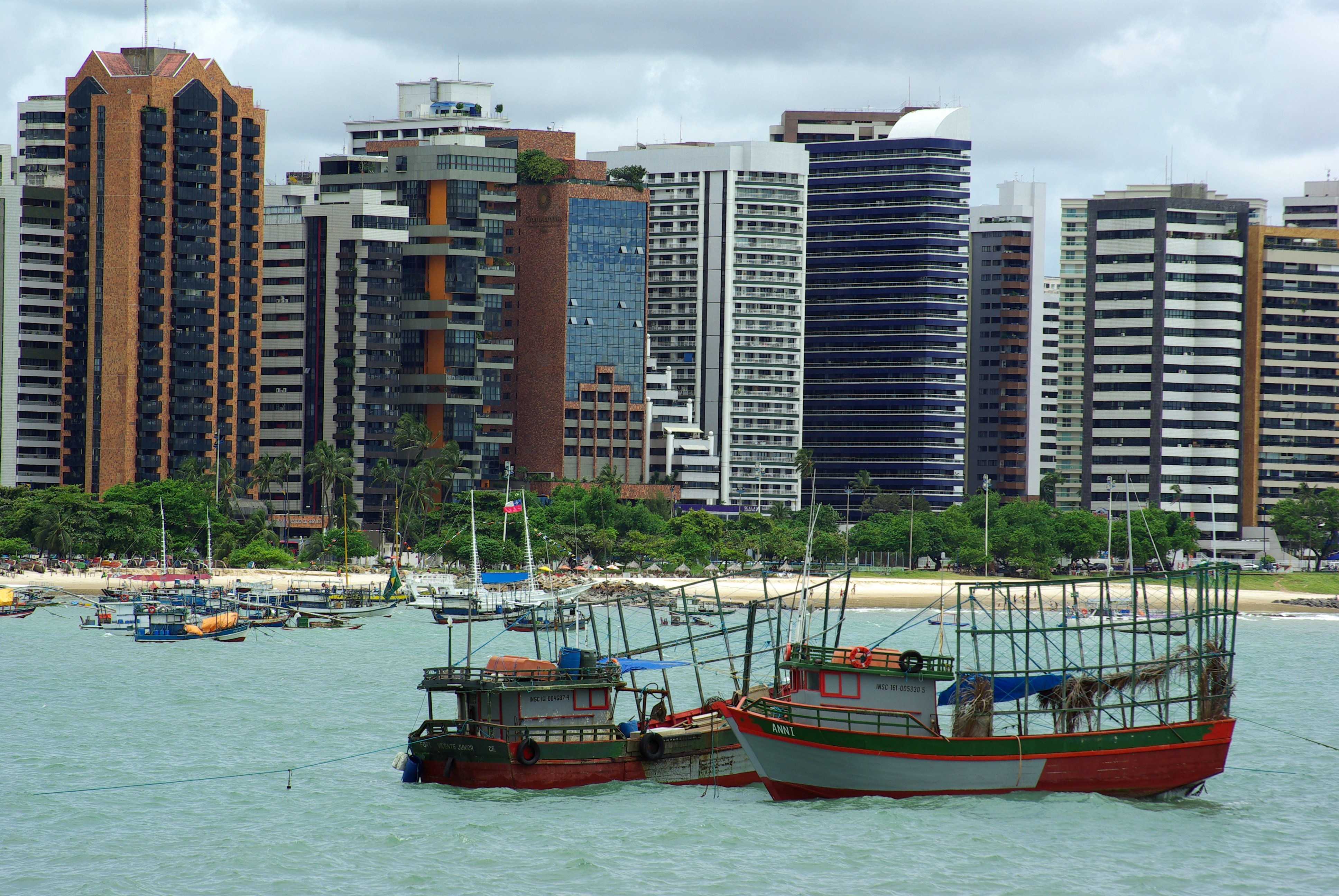
Ceará, primeiro estado brasileiro a abolir a escravidão seguido do estado do Amazonas em 1884.

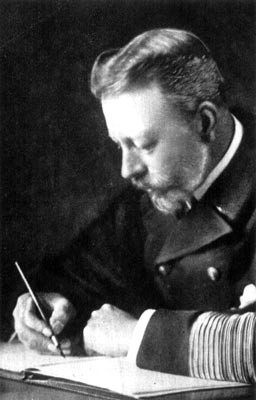
Príncipe Henrique da Prússia.

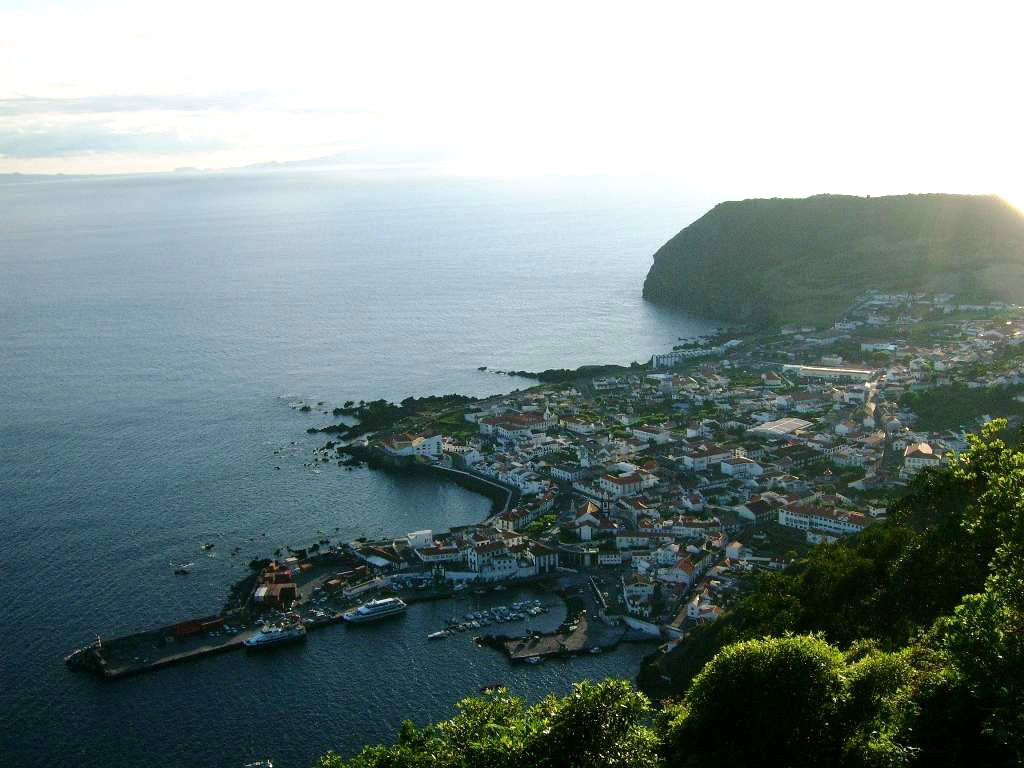
Velas ao Pôr-do-sol, ilha de São Jorge.

- Joseph Burr Tyrrell descobre o primeiro fóssil de Albertossauro.
- A Ermida de Nossa Senhora do Livramento do Loural mandada erguer em 1855 pelo então padre João Silveira de Carvalho, é elevada a curato.[1][2]
- Primeira sociedade carnavalesca desfila em Salvador, o Clube Carnavalesco Cruz Vermelha.

### Janeiro
- 2 de Janeiro - É fundada a Federação Espírita Brasileira.

### Fevereiro
- 8 de Fevereiro – Passagem do príncipe da Alemanha (Alberto Guilherme Henrique) pela ilha do Faial, Açores.

### Março
- 25 de Março - Abolição da escravidão no Estado do Ceará, Brasil.

### Abril
- 19 de Abril - Inauguração do Elevador do Lavra em Lisboa.
- 20 de Abril - O Papa Leão XIII promulga a encíclica Humanum Genus, onde condena a Maçonaria.
- Abril - Naufrágio nos mares dos Açores, do iate "União", algures entre a ilha de São Jorge e a ilha de São Miguel.

### Julho
- 10 de Julho - Abolição a escravidão no Estado do Amazonas, Brasil.

### Agosto
- 9 de Agosto - Quarto voo de um dirigível, por Charles Renard e Arthur Constantin Krebs.
- 24 de Agosto - Fundada no Rio a Primeira Igreja Batista do Rio de Janeiro na Rua de Santana.

### Setembro
- 28 de Setembro - Fundação do Estádio Anfield Road

### Outubro
- 1 de Outubro - Início da Conferência Internacional do Meridiano, em Washington (EUA), que vai escolher o meridiano de Greenwich como o meridiano internacional inicial da longitude (Greenwich Mean Time > GMT) e o início dos fusos horários.
- 12 de Outubro - Convite dos governos francês e alemão para Portugal participar na Conferência de Berlim.
- 20 de outubro - declaração do Báb ao Jovem Mullá Husayn na cidade de Shiraz na Pérsia

### Dezembro
- 15 de Dezembro - A Sociedade Torre de Vigia de Bíblias e Tratados de Sião, Pensilvânia (EUA), obtém personalidade jurídica, e Charles Taze Russell é eleito seu Presidente.

## Nascimentos
- 2 de janeiro - Oscar Micheaux, autor, diretor de cinema e produtor norte-americano (m. 1951).
- 26 de janeiro - Josephine Dillon, atriz e professora de atuação estadunidense (m. 1971).
- 30 de Janeiro - Pedro Pablo Ramírez, presidente da Argentina de 1943 a 1944 (m. 1962).
- 31 de Janeiro - Theodor Heuss, foi um político alemão e presidente da Alemanha de 1949 a 1959 (m. 1963).[3]
- 12 de Fevereiro - Alice Roosevelt Longworth, filha do ex-presidente americano Theodore Roosevelt. (m. 1980).
- 4 de Abril - Isoroku Yamamoto, almirante japonês, planejou o ataque a Pearl Harbor (m. 1943)
- 7 de abril - Bronisław Malinowski, antropólogo da Polónia (m. 1942).
- 16 de Abril - Arlindo de Andrade Gomes, jurista, jornalista e político brasileiro. (m.1975)
- 20 de Abril - Augusto dos Anjos, poeta brasileiro. (m. 1914)
- 29 de Abril - Jaime Cortesão, escritor e historiador português (m. 1957)
- 7 de Maio - A.J.Renner, empresário brasileiro (m. 1966)
- 8 de Maio - Harry Truman, Presidente dos Estados Unidos. (m. 1972)
- 13 de Junho - Gerald Brosseau Gardner, antropólogo amador, escritor, ocultista e Bruxo Tradicionalista inglês, divulgador da Wicca (m. 1964).
- 23 de Junho - José Martins Fontes - poeta e médico brasileiro (m. 1937).
- 7 de Julho - Aníbal Freire da Fonseca, jurista e jornalista brasileiro, imortal da ABL (m. 1970).
- 12 de Julho - Amedeo Modigliani, pintor italiano (m.1920)
- 31 de Julho - Friedrich Robert Helmert, geodesista alemão (m. 1917)
- 23 de Agosto - Felipe Neri Jiménez, general mexicano (m. 1914).
- 27 de Agosto - Vincent Auriol, presidente interino da França e presidente da França de 1947 a 1954 (m. 1966)
- 24 de Setembro - Hugo Schmeisser, inventor e desenhador de armas alemão (m. 1953)
- 25 de Setembro - Roquette-Pinto, médico, professor, antropólogo, etnólogo e ensaísta brasileiro, considerado o pai da radiofusão no Brasil. (m. 1954)
- 24 de Novembro - Yitzhak Ben-Zvi, presidente de Israel de 1952 a 1963 (m. 1963).
- 21 de dezembro - Tomás Monje Gutiérrez, presidente da Bolívia de 1946 a 1947 (m. 1954).[4]

## Mortes
- 6 de Janeiro - Gregor Mendel, monge agostiniano, botânico e meteorologista, pai da Genética, nascido na atual República Tcheca (n. 1822).[5]
- 2 de Maio - Adelino Fontoura, poeta, ator brasileiro, Patrono da Academia (n. 1859).
- 16 de Julho - Pedro Luís Pereira de Sousa, poeta, político, ministro e conselheiro do Império do Brasil, presidente da Bahia. (n. 1839)
- ?? - Rafael Zaldívar, presidente de El Salvador de 1876 a 1885 (n. 1803)

## Por tema
- 1884 na arte
- 1884 no Brasil
- 1884 na ciência
- 1884 no desporto
- 1884 no jornalismo
- 1884 na literatura
- 1884 na música